# 유승민 (1982년)
유승민(柳承敏, 1982년 8월 5일~)은 대한민국의 탁구 선수, 체육행정인이다. 탁구 선수 시절 대한민국 국가대표 선수로 활동했고 2004년 하계 올림픽 탁구 남자 단식 금메달을 획득했다.
현역 은퇴 후 탁구 지도자, 체육행정인으로 활동 중이며 대한민국 대표팀 코치, 국제 올림픽 위원회 선수위원, 대한탁구협회 회장을 지냈다. 2025년에 대한체육회장으로 당선되었고 문화체육관광부 승인을 거쳐 2월 28일 공식 취임하였다.

## 어린 시절
유승민은 1982년 경기도 강화군 교동면에서 유우형(1955년~)과 황감순(1957년~) 부부의 외아들로 태어났다. 아버지인 유우형은 취미로 탁구를 즐겼으며 지인과 함께 인천에서 탁구장을 운영하기도 했다. 아버지의 영향으로 7세 때 탁구에 입문한 유승민은 인천주안국민학교로 진학하여 탁구부 입부를 희망했으나 어리다는 이유로 거절당했다. 이후 1991년 탁구부 입부를 허가한 인천도화국민학교로 전학을 갔으며 6학년 때인 1994년 부천의 오정국민학교로 다시 전학을 가 그 학교를 졸업했다.
1995년 내동중학교로 진학했으며 중학교 3학년 때 최연소 대한민국 탁구 국가대표로 발탁되었다.

## 선수 경력

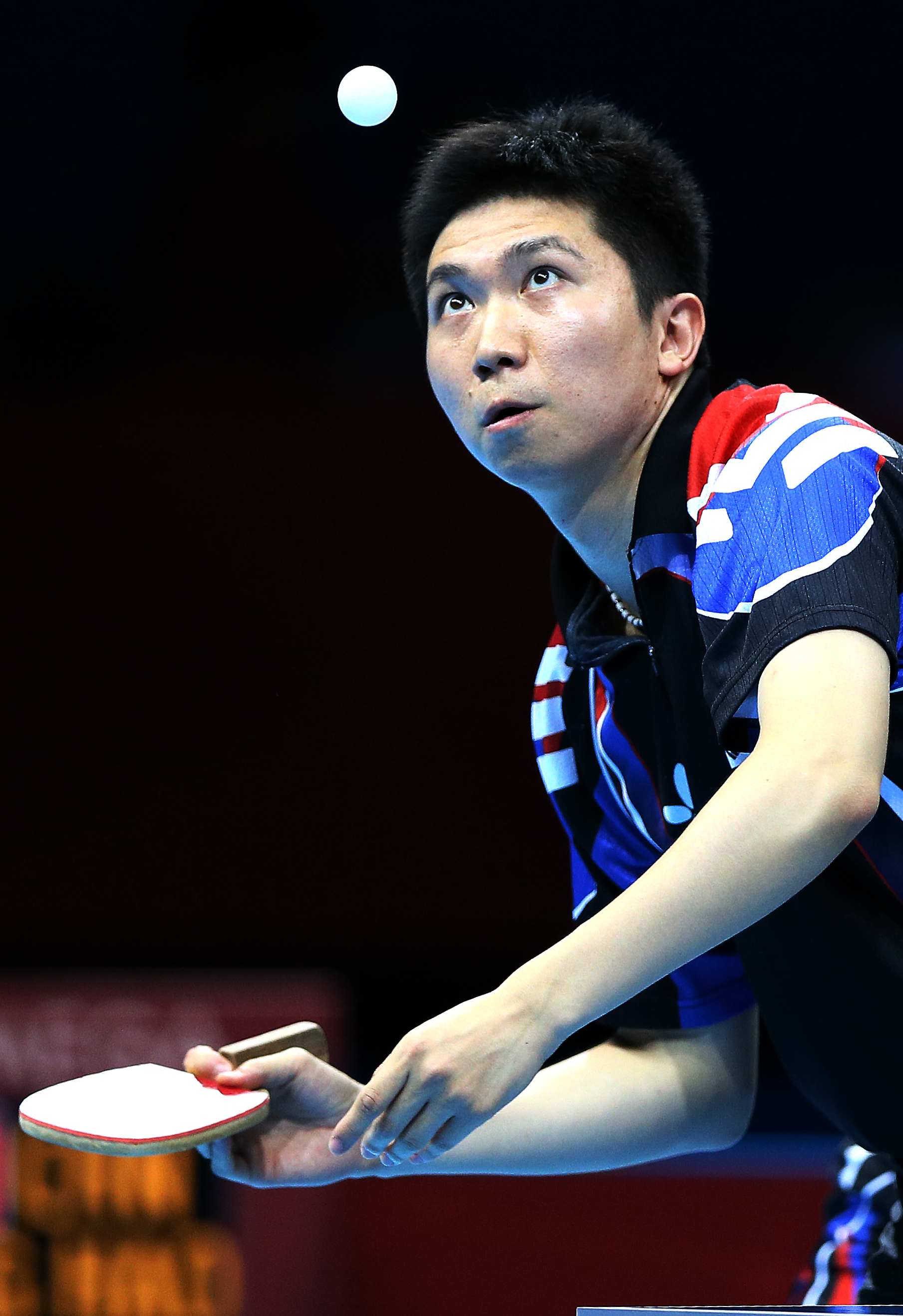
2012년 하계 올림픽 당시의 유승민.

2004년 8월 아테네 올림픽 탁구 남자 단식 결승에서 당시 세계랭킹 4위었던 중국의 왕하오를 세트 스코어 4-2로 꺾고 1988년 서울 올림픽(유남규, 양영자, 현정화) 이후로 16년만에 금메달을 차지했다. 그는 2020년 하계 올림픽에서 일본의 미즈타니 준과 이토 미마가 혼합 복식 금메달을 획득하기 전까지 마지막 올림픽 탁구 금메달을 획득한 중국 외의 국적자였다.
2008년 베이징 올림픽에도 출전하였으나 단체전에서는 동메달에 머물렀고, 단식에서는 1회전(32강전)에서 홍콩의 고우라이작에게 세트 스코어 2-4로 패배하여 2연속 금메달 획득에는 실패하였다.
2012년 런던 올림픽 단체전에서는 결승에 올랐으나 중국에 0-3으로 패하며 은메달을 목에 걸었다.
2014년 6월에 현역 은퇴를 선언했다.

## 체육 행정가 경력
은퇴 이후 삼성생명 탁구단, 탁구 국가대표팀에서 코치를 맡았다.
2015년 유승민은 8월 13일 사격의 진종오, 역도의 장미란을 제치고 국제올림픽위원회(IOC) 선수위원의 대한민국 최종후보가 됐다. 이후 2016년 8월 19일 오전(이하 한국시간) 브라질 리우데자네이루 올림픽 선수촌 내 프레스 룸에서 발표한 선수위원 투표 결과에서 총 5815표 중 1544표를 획득하고 1,603표를 얻은 펜싱 브리타 하이데만(독일)과 표차는 불과 59표차이로 후보자 23명 중 2위를 차지해 대한민국에서 문대성에 이어 2번째로 국제올림픽위원회(IOC) 선수위원으로 선출됐다.
2018 평창 동계 올림픽 당시 올림픽 선수촌장을 지냈던 유승민은 2019년 3월 발족한 2018 평창기념재단의 이사장으로 취임했고, 같은 해 6월에는 대한탁구협회의 회장으로 선출되면서 체육 행정가로서의 행보를 이어나갔다. 배구선수 고유민의 자살이 알려진 직후인 2020년 8월 4일에는 "포털 스포츠뉴스 댓글 서비스를 금지하는 법안을 만들어 달라"고 국회에 요청하는 등, 선수 권익과 관련한 행보를 보이기도 했다.
2024년 부산에서 열린 세계 탁구 선수권 대회의 공동 조직위원장으로 대회를 성공적으로 마무리한 유승민은 2024 파리 올림픽이 끝난 이후 대한체육회 회장 선거 출마를 선언했다. 당시 재선 회장이었던 이기흥의 3선 도전이 압도적으로 성공할 것이라는 예측이 있었지만, 근소한 표차로 뒤집는 대이변을 연출하며 2025년 대한체육회 회장에 취임했다.

## 개인사
종교는 개신교이다.

## 수상

### 수훈
- 체육훈장 청룡장(2008년 9월 30일)

## 학력
- 오정초등학교 졸업
- 내동중학교 졸업
- 동남고등학교 졸업
- 경기대학교 체육학 학사
- 경기대학교 대학원 사회체육학 석사

## 약력
- 2000년: 제27회 시드니 올림픽 남자 탁구 국가대표
- 2002년: 제14회 부산 아시안게임 남자 탁구 국가대표
- 2004년: 제28회 아테네 올림픽 남자 탁구 국가대표
- 2006년: 제15회 도하 아시안게임 남자 탁구 국가대표
- 2007년 8월: 제18회 아시아 탁구선수권대회 남자 국가대표
- 2008년: 제29회 베이징 올림픽 남자 탁구 국가대표
- 삼성생명 탁구단
- 2012년 7월: 제30회 런던 올림픽 남자 탁구 국가대표
- 2012년 8월: TTF 립헬 옥센하우젠
- 삼성생명 탁구단
- 2014년 6월~2016년 12월: 삼성생명 탁구단 코치
- 2014년 9월: 대한민국 탁구대표팀 코치
- 2016년 8월~2024년 8월: 국제올림픽위원회 (IOC) 선수위원
- 2017년 1월: 대한탁구협회 이사
- 2018년 1월~2018년 3월: 2018년 동계 올림픽 평창선수촌장
- 2018년 9월~: 경기대학교 석좌교수
- 2019년 4월~: 보다나은미래를위한 반기문재단 이사
- 2019년 6월~2024년 9월: 제21대 대한탁구협회 회장
- 팀유승민 탁구클럽 단장
- 서울대학교 국제농업기술대학원 특임교수
- 2024 부산세계탁구선수권대회 조직위원회 공동 위원장
- 2018평창기념재단 이사장
- 2025년 2월~: 제42대 대한체육회 회장